# Gare de Capvern
Gare de Capvern – przystanek kolejowy w Capvern, w departamencie Pireneje Wysokie, w regionie Oksytania, we Francji.
Został otwarty w 1867 przez Compagnie des chemins de fer du Midi et du Canal latéral à la Garonne. Jest przystankiem kolejowy Société nationale des chemins de fer français (SNCF), obsługiwanym przez pociągi regionalne TER Midi-Pyrénées.